# Ingelger
Ingelger (Ingelgerius) – wicehrabia, który pod koniec IX wieku władał ziemiami w okolicach Orleanu i Angers, syn Tertullusa i Petronilli (którą utożsamia się z córką Hugona, nieślubnego syna Karola Wielkiego). 

## Życiorys
Jego syn ze związku z Adelais, Fulko I Rudy, został pierwszym hrabią Andegawenii. Po śmierci Roberta Mocnego w 866 r., Ingelger kierował obroną ujścia Loary przed Normanami. Za udaną obronę Tours król Ludwik II Jąkała nadał mu ziemie w Andegawenii. Zmarł ok. 898 r. Protoplasta hrabiów Andegawenii. Jego potomkiem był król Anglii Henryk II Plantagenet.